# Tonight (álbum de David Bowie)
Tonight é o décimo sexto álbum de estúdio de David Bowie, lançado em 1984. É o disco que sucede o seu maior sucesso comercial, Let's Dance. O cantor descreveu o álbum, lançado logo após o fim da turnê do seu álbum anterior, como um esforço para "manter a minha mão trabalhando, para falar," e para reter a nova audiência que havia recentemente adquirido. Apesar do álbum ter sido outro sucesso comercial imediato, atingindo o n°1 nas paradas britânicas em outubro de 1984, o disco recebeu, majoritariamente, resenhas desfavoráveis de críticos musicais e, anos depois, Bowie expressou descontentamento com o álbum.

## Produção do álbum
David Bowie trabalhou em Tonight após terminar a sua turnê Serious Moonlight para a promoção do seu álbum anterior, Let's Dance. Ele não teve muita sorte com a composição durante a turnê, tendo descrito o processo de gravação de Tonight assim:
Foi apressado. O processo não foi apressado; levamos nosso próprio tempo para gravar a coisa; Let's Dance foi gravado em três semanas, Tonight levou cinco semanas, ou algo assim, o que, para mim, é um tempo muito grande. Eu gosto de trabalhar rápido no estúdio. Não houve muito da minha composição no álbum porque não consigo compor em turnês e não tinha pensado em nada para pôr para fora. Mas achei o álbum um tipo de esforço violento numa espécie de Pin Ups.
Bowie propositadamente procurou manter o som da banda que usara no álbum anterior e na turnê, sentindo que os fãs que ganhara esperariam ouvir no novo álbum a mesma coisa que haviam ouvido em Let's Dance. Por isso, houve a inclusão dos "Borneo Horns" no álbum.

### Músicos
Como Let's Dance, mas diferentemente da maioria dos álbuns anteriores de Bowie, o cantor não tocou nenhum instrumento no disco, e, na verdade, ele delegou quase toda a responsabilidade pela música aos seus músicos, só ocasionalmente oferecendo adições críticas.
Bowie trouxe Derek Bramble e Hugh Padgham para produzir o álbum, sendo que o primeiro foi chamado devido a algumas demos que ele havia recentemente produzido para a cantora inglesa Jaki Graham. Assim como em Let's Dance, Bowie se preparou para o álbum gravando algumas demos de antemão, sendo que apareceu no estúdio com oito das nove faixas que estariam no álbum. Isso surpreendeu o colaborador Carlos Alomar, que disse que "era a primeira a primeira vez nos onze anos que eu estivera com ele que o maldito homem trazia alguma coisa."
Iggy Pop passou um bom tempo no estúdio com Bowie e a banda enquanto o álbum estava sendo gravado, tendo afirmado: "Eu trabalhei consideravelmente naquele álbum. Há muito mais trabalho lá do que é refletido nos créditos de duas faixas e um pouco das coisas velhas." Quando perguntado sobre por que Bowie incluíra tanto material escrito por Pop no álbum, Iggy só pôde supor: "Eu acho que ele só queria que as canções fossem mais ouvidas," um sentimento que se refletiria quando Bowie fez um cover de "Bang Bang", de Pop, no seu próximo álbum, Never Let Me Down.

### Detalhes da produção das faixas
Algumas das demos ainda não tinham título, mas foram numeradas, chamadas simplesmente de "1", "2" e "3". "1" se tornaria a "irreligiosa" faixa "Loving the Alien". Bowie descreveu "Alien" como uma composição muito pessoal que ele achava que não se encaixava no álbum devido à obscuridade da canção em contraste com outras faixas muito mais leves. Ele disse: "'Alien' surgiu por causa do meu sentimento de que muito da história está errado - e muito é redescoberto todo o tempo - e nos baseamos muito no conhecimento falso que adquirimos." Bowie editou a demo da canção em Montreux, Suíça, com um guitarrista e um baterista que selecionara de uma banda suíça local.

As demos "2" e "3" não foram finalizadas para o álbum, sendo um grande remorso de Padgham. Ele disse:
Elas eram, na verdade, só duas jams. David tinha alguns riffs numa fita, e em mente, e a banda fazia a jam baseada neles e então faríamos uma canção disso. Mas eram músicas muito ousadas. Em certo ponto, David me perguntou qual, das onze ou doze faixas, era a de que eu menos gostava, e eu disse 'Blue Jean'. Eu achava que era um pouco fraca. Eu preferiria colocar "2" no lugar dela. Eu não saberia dizer por que eles não as colocaram no álbum. Mas eu teria amado tê-las finalizado.
Duas canções eram covers de duas faixas antigas de Iggy Pop: "Neighborhood Threat" e "Tonight", sendo a primeira uma faixa que Bowie não desejou ter feito, chamando-a, mais tarde, de "desastrosa." "Essa é uma que eu queria nunca ter feito ou, ao menos, ter feito de outra forma. Ficou tudo errado. Soava tão firme e comprometida, e foi tão grande o esforço em fazê-la. Era a banda errada para tocar a música - uma banda maravilhosa, mas que não era exatamente certa para a faixa."
"Tumble and Twirl," co-escrita por Pop, conta as façanhas da dupla enquanto viajavam por Bali e Java após o fim da turnê anterior de Bowie.
"Don't Look Down", que é um retorno de Bowie ao estilo reggae (após "Yassassin", de Lodger), desorientou Bowie: "Eu a experimentei de todas as formas possíveis. Eu tentei jazz-rock. Eu tentei fazer uma marcha, e então eu simplesmente achei uma batida antiga de ska, e a dei vida. Tomar energia do lado musical reforçou a letra e a deu sua própria energia. Acho que trabalhar com Derek Bramble ajudou porque ele tocava no baixo linhas explosivas de reggae."
Para "Tonight" e outras faixas estilo reggae do álbum, Bowie eliminou a introdução original falada por Iggy Pop, chamando-a de "uma coisa idiossincrática" de Iggy que "não parecia parte do meu vocabulário... Acho que [ter removido a introdução falada] mudou todo o sentimento geral. Ainda há aquele mesmo sentimento árido, mas está fora daquela área específica em que não me sinto em casa." Pop aprovou as mudanças de Bowie. Para os vocais da canção, Bowie e Turner cantaram cara-a-cara, apesar de Bowie ter voltado e regravado o primeiro o verso após decidir cantar a sua parte numa oitava mais alto.

"Dancing with the Big Boys", que Bowie também co-escreveu com Pop, foi escrita e gravada em oito horas, enquanto um provocava o outro. No que foi descrito como "um avanço divertido," Bowie e Pop "entraram [no estúdio] com algumas garrafas de cerveja e berravam praticamente tudo que lhes vinha à mente," disse Padgham. "E eu só gravei tudo aquilo." A canção é sobre o "little guy" (o homem comum) sendo esmagado por "estruturas corporativas opressoras." A letra foi tomada de uma reserva de letras inutilizadas; o verso "this dot marks your location" ("este ponto marca a sua localização") é uma referência a uma "estadia longa e irritante" num hotel em Nova Iorque (Bowie estava olhando o mapa de fuga de incêndio do hotel), e "Your family is a football team" ("A sua família é um time de futebol") é uma referência às famílias de imigrantes que trabalhavam em Nova Iorque; "toda a família tem que trabalhar para sobreviver." A faixa extraiu isto de Bowie:
Há um som em particular que estou procurando e ainda não consegui obter; ou eu vou colocá-lo no próximo álbum ou desistirei dele. Acho que cheguei muito perto dele em "Dancing with the Big Boys." Eu fiquei muito musical nos últimos anos - tentando escrever musicalmente e desenvolver as coisas da forma como as pessoas desenvolviam nos anos 50. Fiquei longe da experimentação. Agora, acho que devo ser um pouco mais aventureiro. E em "Big Boys," Iggy e eu saímos de tudo isso para essa única faixa, e chegamos mais próximo do que nunca do som que eu estava procurando.

## Singles e vídeos
O álbum gerou três singles: "Tonight", "Blue Jean" e "Loving the Alien". "Blue Jean" resultou em vários vídeos, incluindo uma colaboração "elaborada" de vinte minutos com Julien Temple que foi mais descrita como um "minifilme" do que como um vídeo, e representou o desejo de Bowie de realizar verdadeiros filmes.

## Recepção da crítica
Apesar de algumas resenhas da época terem sido positivas, a maioria viu o trabalho no álbum como "mais uma parada do que uma nova explosão de criatividade" e Padgham, que co-produziu o álbum, admitiu, na época, que o disco não era tão inovador como outras obras de Bowie.
Um artigo da Melody Maker, mais tarde, chamou Tonight de "podre". O crítico Stephen Thomas Erlewine, da AllMusic chamou o disco de "um dos álbuns mais fracos que Bowie já gravou" e escreveu que "nada do material de iguala às canções de Let's Dance", fazendo uma exceção para "Blue Jean". O New Rolling Stone Album Guide descreveu Tonight como "uma transa custosa acolchoada com covers defeituosos". Alexis Petridis, do The Guardian, afirmou, numa retrospectiva da carreira de Bowie em 2016: "Let's Dance tinha seus momentos... Tonight, por sua vez, não".
Bowie depois se distanciaria do álbum, reconhecendo que não era um de seus melhores trabalhos. Em 1989, quando trabalhava com a Tin Machine, ele declarou: "Há coisas lá [no álbum] que me fariam dar um chute em mim mesmo. Quando eu escuto aquelas demos, penos 'Como isso virou aquilo?'. Você deveria ouvir a demo de "Loving the Alien". É uma demo maravilhosa. Eu juro! (Risos). Mas no álbum, a faixa... não é tão maravilhosa."
Apesar do consenso geral da crítica sobre o álbum, a Stylus Magazine fez uma resenha do álbum em 2005 como parte da seção "On Second Thought" e concluiu que "Tonight não é um ótimo álbum. Porém, é um bom álbum, e talvez o mais importante: é um álbum muito melhor do que você pensa que é, ou foi levado a pensar que é. Bowie gravou algumas coisas abaixo da média, mas este álbum não é uma delas - e, francamente, até seus fracassos são chatos porque, bem, é um álbum do Bowie dos anos 80, de uma década em que ele era selvagemente inconsistente, mas também nunca maçante." Em 2016, Yo Zushi, da New Statesman, também defendeu o álbum, escrevendo que "nenhum álbum que começa com 'Loving the Alien', uma obra-prima de sete minutos, e contém a agitada 'Blue Jean' deveria ter recebido a surra que este disco recebeu". Ele também considerou "o cover de 'God Only Knows', dos Beach Boys, em 'estilo de especial de TV', tão viva, na sua frieza, quase de maneira brechtiana, quanto 'Wild s the Wind', de Station to Station - é como assistir Elvis em Vegas através de um lençol de gelo."

## Faixas
Todas as músicas de David Bowie, exceto as anotadas.
| Lado A |                                                                                                |         |  |
| N.º    | Título                                                                                         | Duração |  |
| 1.     | "Loving the Alien"                                                                             | 7:11    |  |
| 2.     | "Don't Look Down" (Originalmente de Iggy Pop, de New Values, 1979)                             | 4:11    |  |
| 3.     | "God Only Knows" (Originalmente de The Beach Boys, de Pet Sounds, 1966)                        | 3:08    |  |
| 4.     | "Tonight" (Cantada por Bowie e Tina Turner; originalmente de Iggy Pop, de Lust for Life, 1977) | 3:46    |  |

| Lado B |                                                                           |         |  |
| N.º    | Título                                                                    | Duração |  |
| 5.     | "Neighborhood Threat" (Originalmente de Iggy Pop, de Lust for Life, 1977) | 3:12    |  |
| 6.     | "Blue Jean"                                                               | 3:11    |  |
| 7.     | "Tumble and Twirl"                                                        | 5:00    |  |
| 8.     | "I Keep Forgettin'" (Originalmente de Chuck Jackson)                      | 2:34    |  |
| 9.     | "Dancing with the Big Boys" (Tocada por Bowie e Pop)                      | 3:34    |  |